# 由田晃一
由田 晃一（よしだ こういち、1955年 - ）は、日本のブランディングディレクターである。株式会社由田企画の代表である。北海道出身。北海道小樽潮陵高等学校、中央大学商学部会計学科卒業。

## 略歴
- 1980年株式会社平凡出版（現マガジンハウス）雑誌BRUTUS編集部と「ファッション･ディレクター」として契約。1988年まで同誌のファッション関連ページの責任者として雑誌編集業務に携わる。
- 1988年9月 ： 株式会社由田企画を設立。
- 1988年 - 1994年 ： ジョルジオ・アルマーニ・ジャパン株式会社と広報宣伝およびマーケティング業務契約。
- 1994年 - 1999年 ： 株式会社カルバンクライン・ジャパンと上記同様の契約。
- 2000年 - 2002年 ： カルバンクライン・インク（米国）とエクスクルーシブ条項を外したコンサルタント契約に変更。
- 2003年以降はファッション･ブランドの広報、宣伝、マーケティングを契約ベースで担当。

由田個人の活動としては、ファッション･ジャーナリストとして雑誌BRUTUSのファッション特集の巻頭や、雑誌ENGINEのエッセイ連載。
雑誌コマーシャルフォトのコラム連載、WWDJapan別冊WWDマガジンのゲスト編集長などが挙げられる。また、日本カーオブザイヤー2006-2007の選考委員に選出。